# Pórtugos
Pórtugos – gmina w Hiszpanii, w prowincji Grenada, w Andaluzji, o powierzchni 20,83 km². W 2011 roku gmina liczyła 364 mieszkańców.
Pochodzenie Pórtugo sięga czasów Cesarstwa Rzymskiego.